# غرشامة
غِرْشَامَة (الاسم العلمي: Anisosticta)، جنس حشرات خنفسية من فصيلة الدعسوقيات

## الأنواع[1]
- Anisosticta bitriangularis (Say)
- Anisosticta borealis Timberlake, 1943
- Anisosticta novemdecimpunctata (Linnaeus, 1758)
- Anisosticta strigata (Thunberg, 1795)